# I vampiri (film 1915, 1º episodio - Prima parte)
I vampiri (1º episodio - prima parte) (La Tête coupée) è un film muto del 1915 diretto da Louis Feuillade. È il primo episodio del serial I vampiri.
In Italia venne distribuito assieme al secondo episodio, entrambi col titolo I vampiri.

## Trama
La testa mozzata

1915. A Parigi opera la banda dai Vampiri. Un loro agente, Mazamette, viene preso nell'atto di rubare. Ma tocca il cuore a Philippe Guerande, un asso del giornalismo sulle tracce della banda, mostrandogli una foto della sua famiglia. Il corpo di Durtal, un agente della sicurezza nazionale che investigava sui Vampiri, viene trovato decapitato nei pressi di Saint-Clèment-sur-Cher, in Sologne. Guerande, cui viene affidato il caso, si reca a casa per prepararsi alla partenza. Sua madre gli mostra allora l'indirizzo del dottor Nox, un vecchio amico di suo padre che abita in un castello vicino a Saint-Clèment-sur-Cher e lo prega di andare da lui, che l'ha conosciuto quand'era bambino.
Al castello, Nox legge sul giornale della venuta in Sologne di Guerande. In quel mentre, gli viene recapitato il telegramma della milionaria Margaret Simpson dove lei gli conferma la decisione di comprare il castello. C'è anche un messaggio di Guerande che gli annuncia una sua visita.
Mentre la milionaria americana giunge al castello per chiudere la compravendita, il giornalista si reca dal magistrato della città dove, però, non viene bene accolto. Si reca allora da Nox. A cena, racconta alla signora Simpson - che non conosce la storia perché arriva dall'America - delle imprese dei Vampiri. Quando si ritira nella sua camera, Guerande scopre dietro a un quadro un vuoto, che lui immagina possa essere un passaggio segreto. Messa una pistola sul comodino, il giovane si addormenta.
Durante la notte, la ricca signora viene derubata dei suoi gioielli e del denaro da una figura vestita di nero. La mattina dopo, Nox vede tra le mani di Guerande il prezioso portasigarette dell'ospite. Il giornalista non sa spiegarne il possesso: in quel momento, Margaret Simpson si affaccia dalla finestra della sua stanza gridando al ladro. Mentre Nox corre da lei, Guerande prende una delle macchine del castello e va dal magistrato dove gli racconta degli avvenimenti notturni e dello strano ritrovamento del portasigarette nella tasca della sua giacca. Il magistrato gli crede e, quando arrivano Nox e la sua ospite per denunciare il furto, li fa accomodare in una stanza, chiudendoli dentro. Alle porte e alle finestre piazza alcuni agenti e con Guerande, si reca al castello. Lì, dietro il quadro, trovano una grossa scatola: dentro, c'è la testa tagliata di Durtal.
Di ritorno in ufficio, il magistrato apre la camera chiusa. Dentro, giace morta la signora Simpson. Nox è sparito, lasciando un biglietto dov'è scritto che lui ha preso il posto del vero dottor Nox che è stato ucciso. Annuncia che nessuno riuscirà mai a catturarlo perché lui è il Grande Vampiro.
L'unica via di fuga dalla stanza è la canna fumaria del camino: sui tetti cammina un'ombra nera che poi si cala giù fino a terra per poi sparire nel nulla.

### Episodi del serial
1. I vampiri (La Tête coupée) 33 min. Uscita il 13 novembre 1915
2. I vampiri (La Bague qui tue) 15 min. Uscita il 13 novembre 1915
3. Il crittogramma rosso (Le Cryptogramme rouge) 42 min. Uscita il 4 dicembre 1915
4. Lo spettro (Le Spectre) 32 min. Uscita il 7 gennaio 1916
5. L'evasione del morto (L'Evasion du mort) 37 min. Uscita il 28 gennaio 1916
6. Mazamette milionario (Les Yeux qui fascinent) 58 min. Uscita il 24 marzo 1916
7. Satana (Satanas) 46 min. Uscita il 15 aprile 1916
8. Il padrone della folgore (Le Maître de la foundre) 55 min. Uscita il 12 maggio 1916
9. L'uomo dai veleni (L'Homme des poisons) 53 min. Uscita il 2 giugno 1916
10. Nozze di sangue (Les Noces sanglantes) 60 min. Uscita il 30 giugno 1916

## Produzione
Il film fu prodotto dalla Société des Etablissements L. Gaumont

## Distribuzione
Distribuito dalla Société des Etablissements L. Gaumont, il film uscì in sala il 13 novembre 1915 insieme al secondo episodio La Bague qui tue per un totale di 48 minuti.